# Municipio de Fair (Misuri)
El municipio de Fair (en inglés, Fair Township) es una subdivisión territorial del condado de Platte, Misuri, Estados Unidos. Según el censo de 2020, tiene una población de 1089 habitantes.
Actualmente es una subdivisión exclusivamente territorial. El municipio está inactivo.

## Geografía
Está ubicado en las coordenadas 39°23′37″N 94°48′21″O / 39.39361, -94.80583. Según la Oficina del Censo de los Estados Unidos, tiene una superficie total de 87.02 km², de la cual 85.97 km² corresponden a tierra firme y 1.05 km² es agua.

## Demografía
Según el censo de 2020, hay 1089 personas residiendo en la zona. La densidad de población es de 12,62 hab./km². El 88.71% de los habitantes son blancos, el 1.29% son afroamericanos, el 0.46% son amerindios, el 0.73% son asiáticos, el 0.09% es isleño del Pacífico, el 0.73% son de otras razas y el 7.99% son de una mezcla de razas. Del total de la población, el 4.59% son hispanos o latinos de cualquier raza.